# Coe
 (juin 2014).
Si vous disposez d'ouvrages ou d'articles de référence ou si vous connaissez des sites web de qualité traitant du thème abordé ici, merci de compléter l'article en donnant les références utiles à sa vérifiabilité et en les liant à la section « Notes et références ».
Pour les articles homonymes, voir COE.
La rivière Coe (gaélique écossais : Comhan) est un cours d'eau d'Écosse.

## Géographie
Elle naît au nord-est de la montagne Buachaille Etive Beag et coule vers l'ouest dans le Glen Coe. Après de spectaculaires cascades au col de Glen Coe, elle traverse le petit Loch Achtriochtan avant de poursuivre vers le nord-ouest, traversant les lieux du massacre de Glencoe avant d'arriver au village de Glencoe.
À Invercoe, elle se jette dans le Loch Leven (un bras d'eau salée du Loch Linnhe).